# 이주인역
이주인역(일본어: 伊集院駅)은 일본 가고시마현 히오키시에 있는 규슈 여객철도 가고시마 본선의 역이다. 히오키 시의 대표역이며, 섬식 승강장 1면 2선의 구조를 지닌 지상역이다.

## 타는 곳
| 2 | ■ 가고시마 본선 | (상행) | 구시키노 · 센다이 방면 |
| 3 | ■ 가고시마 본선 | (하행) | 가고시마추오 방면      |

## 역 주변
- 히오키 시청
- 야마다 전기 테크랜드 이주인점
- 이주인 간이재판소

## 인접 정차역
| 규슈 여객철도 가고시마 본선 | 규슈 여객철도 가고시마 본선 | 규슈 여객철도 가고시마 본선  |
| --------------------------- | --------------------------- | ---------------------------- |
| 구시키노 이즈미 방면        | ■ 쾌속 "오션 라이너 사쓰마" | 가고시마 중앙 가고시마 방면  |
| 히가시이치키 센다이 방면    | ■ 보통                      | 사쓰마마쓰모토 가고시마 방면 |